# Notiobiella sedlaceki
Notiobiella sedlaceki is een insect uit de familie van de bruine gaasvliegen (Hemerobiidae), die tot de orde netvleugeligen (Neuroptera) behoort. 
Notiobiella sedlaceki is voor het eerst wetenschappelijk beschreven door New in 1989.